# Orthocis pulcher
Orthocis pulcher is een keversoort uit de familie houtzwamkevers (Ciidae). De wetenschappelijke naam van de soort werd in 1908 gepubliceerd door Kraus.